# La Pedrera, Veracruz
La Pedrera är en ort i Mexiko.   Den ligger i kommunen Tihuatlán och delstaten Veracruz, i den sydöstra delen av landet, 210 km nordost om huvudstaden Mexico City. La Pedrera ligger 142 meter över havet och antalet invånare är 104.
Terrängen runt La Pedrera är platt åt nordväst, men åt sydost är den kuperad. La Pedrera ligger uppe på en höjd. Runt La Pedrera är det mycket tätbefolkat, med 2 431 invånare per kvadratkilometer. Närmaste större samhälle är Poza Rica de Hidalgo, 7,0 km söder om La Pedrera. Omgivningarna runt La Pedrera är en mosaik av jordbruksmark och naturlig växtlighet.